# Vanga de Pollen
Xenopirostris polleni
Espèce
Statut de conservation UICN

 VU  : Vulnérable
Le Vanga de Pollen (Xenopirostris polleni) est une espèce de passereau appartenant à la famille des Vangidae.
Son nom est en l'honneur du naturaliste néerlandais François Pollen (1842-1886).

## Répartition
Cet oiseau est endémique de Madagascar.